# マデリン・マリー

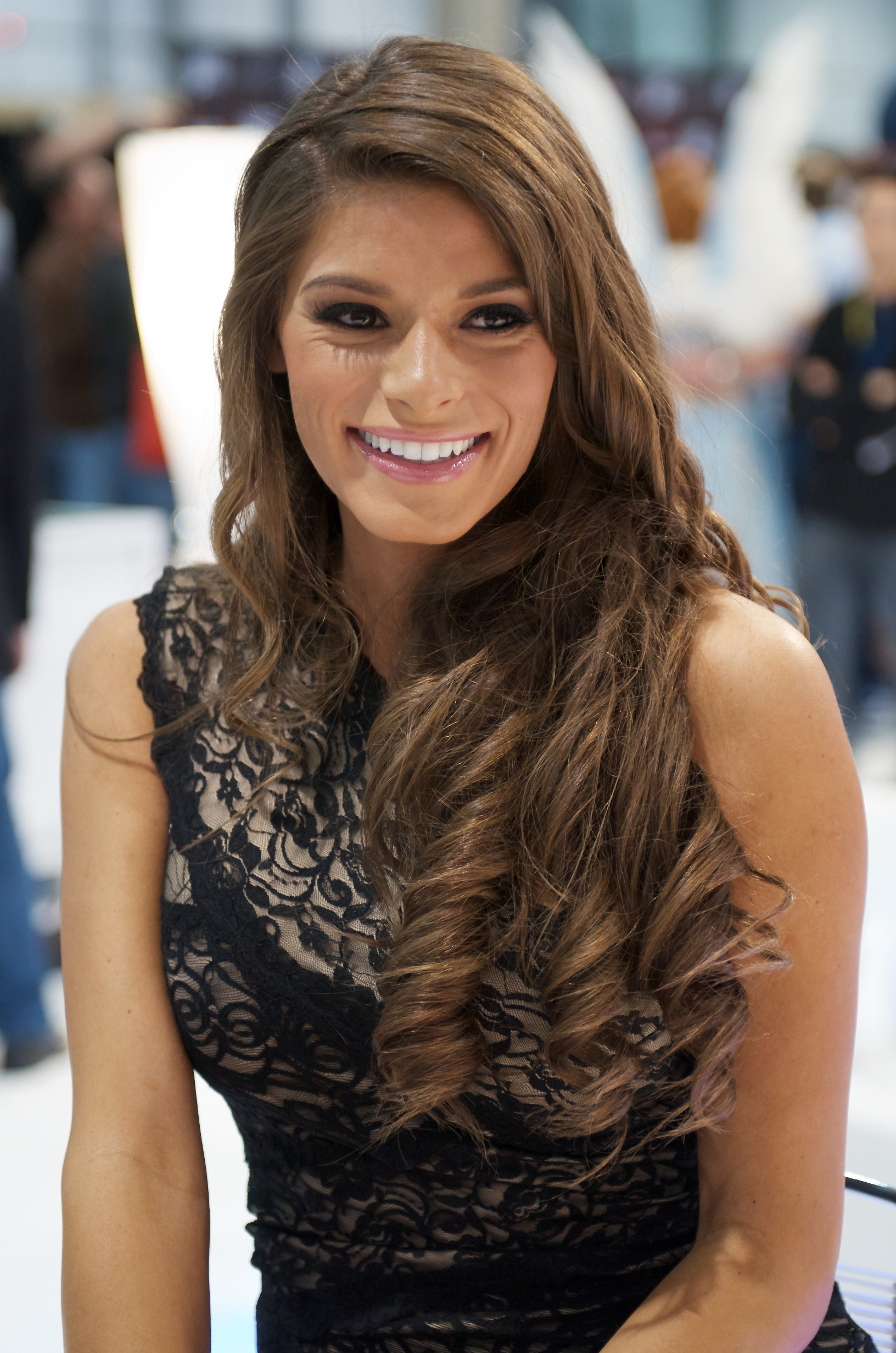
マデリン・マリー

マデリン・マリー（Madelyn Marie, 1987年1月29日 - ）は、アメリカ合衆国のポルノ女優。ニューヨーク州ウェストポイント出身。